# IC 2258
IC 2258 је двојна звијезда у сазвјежђу Рак која се налази на листи објеката дубоког неба у Индекс каталогу.
Деклинација објекта је + 23° 34' 39" а ректасцензија 8h 17m 16,2s.